# Uroplatus giganteus
Espèce
Statut de conservation UICN

 VU B1ab(iii) : Vulnérable
Statut CITES
Uroplatus giganteus est une espèce de geckos de la famille des Gekkonidae.  C'est, avec le très commun gecko tokai  Gekko gecko que  l'on trouve souvent dans les maisons, le plus grand des Gekkonidae.

## Répartition
Cette espèce est endémique des régions de Diana et de la Sava dans le Nord de Madagascar. Elle se rencontre sur le massif de la montagne d'Ambre, entre 750 et 900 m d'altitude et, entre autres, dans le parc national de la Montagne d'Ambre

## Habitat
Cette espèce vit en forêt tropicale humide où le climat est modérément chaud mais avec une hygrométrie généralement supérieure à 70 %.

## Description
Uroplatus giganteus mesure jusqu'à 322 mm dont 122 mm pour la queue. C'est une espèce similaire à Uroplatus fimbriatus, mais un peu plus grande. Il est fait mention d'un spécimen mesurant 350 mm, ce qui en fait l'un des plus grands, sinon le plus grand des geckos.
C'est une espèce arboricole nocturne d'aspect assez massif, avec un camouflage très avancé et des barbules sur le tour du corps qui aident à briser les ombres lorsque l'animal se repose sur les arbres.

## Classification
Cette espèce a longtemps été considérée comme une seule et même espèce avec Uroplatus fimbriatus. Elle est désormais une espèce à part entière, qui se différencie de U. fimbriatus par une taille moyenne plus élevée et la couleur blanche de ses pupilles.

## Alimentation
Il s'agit d'un insectivore qui capture ses proies lorsque celles-ci passent à sa portée ou qui se laisse tomber sur elles depuis les branches. Étant donné sa taille, il peut à l'occasion consommer de petits oiseaux, mammifères ou reptiles.

## Étymologie
Son nom d'espèce, du latin gĭgantēus, « géant », lui a été donné en référence à sa taille qui en fait la plus grande espèce du genre Uroplatus, et probablement le plus grand des geckos vivants. Cependant certains geckos éteints ont dépassé cette taille comme Phelsuma gigas avec 40 cm mais surtout Hoplodactylus delcourti avec plus de 60 cm.

## Publication originale
- (en) Glaw, Kosuch, Henkel, Sound & Böhme, 2006 : Genetic and morphological variation of the leaf-tailed gecko Uroplatus fimbriatus from Madagascar, with description of a new giant species. Salamandra, vol. 42, n. 2/3, p. 129-144 (texte intégral).